# Okręty pancerne typu Drache
Okręty pancerne typu Drache – typ dwóch fregat pancernych o drewnianym kadłubie, zbudowanych dla Österreichische Marine w latach 60. XIX wieku, pierwsze okręty pancerne Austro-Węgier. Zostały zamówione w odpowiedzi na budowę dwóch włoskich okrętów pancernych w 1860 roku. Stępki pod SMS „Drache” i SMS „Salamander” zostały położone na początku 1861 roku. Jednostki zostały zwodowane później tego samego roku i ukończone w roku 1862. Wzięły udział w austriackim zwycięstwie nad Włochami w bitwie pod Lissą, w której „Drache” zatopił włoski okręt obrony wybrzeża „Palestro”. Marynarka Wojenna Imperium Austriackiego wycofała obie fregaty ze służby liniowej w 1875 roku. Kadłub „Drache” był w złym stanie i okręt został rozebrany w latach 1883-1884. „Salamander” został najpierw przebudowany na okręt obrony portu, a w 1883 roku na hulk i był używany jako nawodny magazyn min morskich. Został rozebrany w latach 1895-1896.

## Geneza
Budowa francuskiego okrętu „Gloire”, pierwszego okrętu pancernego na świecie, rozpoczęła wyścig zbrojeń pomiędzy marynarkami wojennymi największych europejskich potęg. Marynarka austriacka rozpoczęła ambitny plan budowy jednostek pancernych pod nadzorem arcyksięcia Ferdynanda Maksymiliana, dowódcy marynarki (Marinekommandant) i brata Franciszka Józefa I, cesarza Austrii. Plan ten był reakcją na podobny program rozbudowy marynarki prowadzony przez zjednoczone niedawno Królestwo Włoch. „Drache” i „Salamander” zostały zamówione w odpowiedzi na dwa okręty pancerne typu Formidabile, które Włochy kupiły od Francji w 1860 roku. Projekt fregat został stworzony przez Dyrektora Konstrukcji Morskich, Josefa von Romako, który był odpowiedzialny za projekty wszystkich austro-węgierskich okrętów pancernych do SMS „Tegetthoff” pod koniec lat 70. XIX wieku włącznie. Okręty zostały sklasyfikowane jako fregaty pancerne trzeciej klasy.

## Konstrukcja

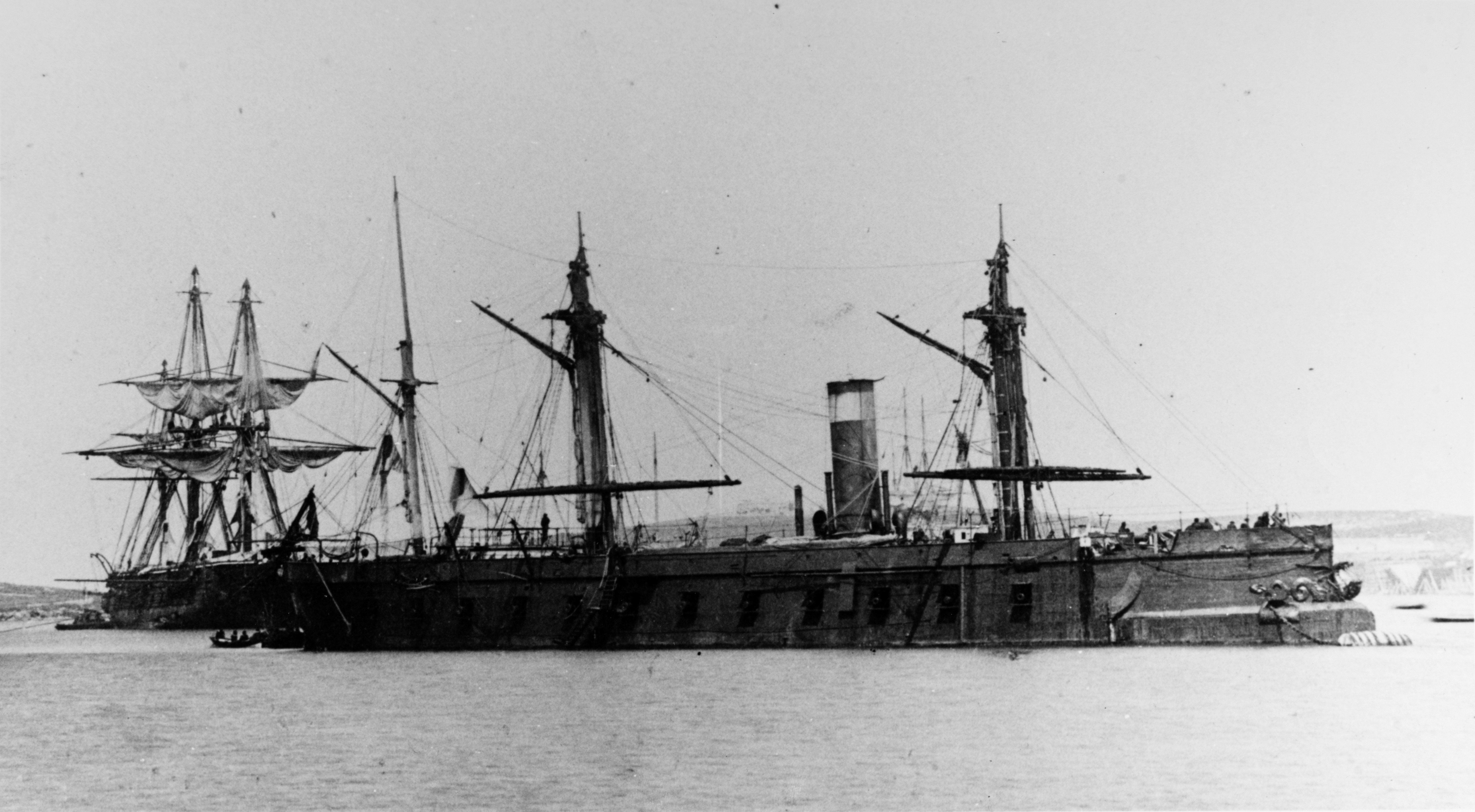
„Drache” w swojej oryginalnej konfiguracji, ok. 1866 r.

Okręty typu Drache miały 62,78 m długości między pionami i 70,1 m długości całkowitej. Ich szerokość wynosiła 13,94 m, a zanurzenie od 6,3 do 6,8 m. Wyporność standardowa wynosiła 2869 ton, zaś maksymalna 3160 ton. Drewniany kadłub chroniony był nitowanymi żelaznymi płytami pancernymi. Załoga składała się z 346 oficerów i marynarzy.
Okręty miały poziomą 2-cylindrową maszynę parową, która napędzała pojedynczą śrubę za pomocą pary wytwarzanej przez cztery opalane węglem kotły parowe. Spaliny odprowadzane były przez pojedynczy komin. Układ napędowy miał moc 1842-2060 KM i pozwalał na rozwinięcie prędkości 10,5-11 węzłów. Na potrzeby długich rejsów jednostki zostały wyposażone w trzy maszty i takielunek barku. Pomiędzy 1869 a 1872 rokiem zwiększono powierzchnię ożaglowania obu fregat.
Okręty były pancernikami bateryjnymi i były uzbrojone w 10 odprzodowych 48-funtowych armat gładkolufowych i 18 odprzodowych 24-funtowych armat gwintowanych. Działa te umieszczone były w furtach wzdłuż burt okrętu. W 1867 roku uzbrojenie zostało wymienione na 10 ładowanych odprzodowo dział gwintowanych Armstrong kal. 178 mm i 2 brązowe, ładowane odprzodowo gwintowane działa kal. 51 mm. Fregaty były wyposażone w taran. Jednostki pancerne typu Drache miały pas opancerzenia o grubości 115 mm, wykonany z kutego żelaza.

## Budowa
| Okręt            | Stocznia                               | Położenie stępki | Wodowanie        | Ukończenie    |
| ---------------- | -------------------------------------- | ---------------- | ---------------- | ------------- |
| SMS „Drache”     | Stabilimento Tecnico Triestino, Triest | 18 lutego 1861   | 9 września 1861  | listopad 1862 |
| SMS „Salamander” | Stabilimento Tecnico Triestino, Triest | luty 1861        | 22 sierpnia 1861 | maj 1862      |

## Służba
Dwa lata po wejściu okrętów typu Drache do służby Austria dołączyła do Prus w II wojnie o Szlezwik przeciwko Danii. „Drache” i „Salamander” pozostały na Adriatyku w celu obrony wybrzeży Austrii przed ewentualną duńską inwazją, która jednak nigdy nie nastąpiła. W 1866 roku Prusy podpisały z Włochami sojusz skierowany przeciwko Austrii, który rozpoczął wojnę prusko-austriacką. Flota austriacka dowodzona była przez kontradmirała Wilhelma von Tegetthoffa, który zdecydował się zaatakować włoską flotę, kiedy ta próbowała zdobyć wyspę Lissa na środkowym Adriatyku. W czasie bitwy pod Lissą, która wywiązała się w następstwie ataku, oba okręty typu Drache były mocno zaangażowane w walkę. „Drache” krytycznie uszkodził okręt obrony wybrzeża „Palestro”, który stanął w płomieniach i ostatecznie zatonął. Jednak „Drache” nie uniknął uszkodzeń, kilka razy będąc trafionym włoskimi pociskami. Na fregacie wybuchł pożar, który udało się ugasić, zniszczony został główny maszt, a dowódca zabity. „Salamander” nawiązał walkę z wiodącymi jednostkami we włoskiej linii, ale żadna ze stron nie zdołała zadać drugiej poważnych uszkodzeń. Utrata „Palestro” i okrętu pancernego „Re d’Italia” spowodowała wycofanie się floty włoskiej do swojej bazy w Ankonie.
Oba okręty zostały zmodernizowane dwa razy po wojnie: pierwszy raz w 1867 roku, gdy otrzymały nowe uzbrojenie i drugi raz pod koniec dekady, gdy powiększono ich takielunek. Jednak przez resztę służby okręty były bezczynne. Do 1875 roku „Drache” zbutwiał i został wykreślony z rejestru marynarki 13 czerwca tego samego roku. Ostatecznie został rozebrany w latach 1883-1884. Będąc przebudowanym na jednostkę obrony portu w 1875 roku, „Salamander” kontynuował służbę aż do 18 marca 1883 roku, kiedy on również został skreślony z rejestru marynarki i ponownie przebudowany, tym razem na hulk. W tej konfiguracji służył jako nawodny magazyn min morskich. W 1895 roku został sprzedany na złom i rozebrany w następnym roku.